# Un crime à la mode
Un crime à la mode (Hostile Makeover) est un téléfilm canadien réalisé par Jerry Ciccoritti et diffusé le 28 juin 2009 sur Lifetime Movie Network.
Il fait suite au téléfilm, Mort en beauté (Killer Hair).

## Fiche technique
- Titre original : Hostile Makeover
- Titre français : Un crime à la mode
- Réalisation : Jerry Ciccoritti
- Scénario : Kelli Pryor, d'après la série de romans d'Ellen Byerrum
- Société(s) de production : Front Street Pictures
- Pays d'origine :  Canada
- Langue originale : anglais
- Durée : 90 minutes
- Dates de diffusion :
  -  États-Unis : 28 juin 2009
  -  Canada : 27 août 2009
  -  France : 21 février 2011

## Distribution
- Maggie Lawson (VF : Laura Blanc) : Lacey Smithsonian
- Sadie LeBlanc (VF : Brigitte Virtudes) : Stella
- Sarah Edmondson (en) : Brooke Barton
- Victor Webster : Vic Donovan
- James McDaniel : Mac
- Mark Consuelos (VF : Damien Ferrette) : Tony Trujillo
- Jocelyne Loewen (en) (VF : Maïk Darah) : Felicity Pickles
- Jason Schombing : l'inspecteur Harding
- Mario Cantone : Leonardo
- Serinda Swan : Amanda Manville
- Mary McDonnell : Rose Smithsonian
- Katharine Isabelle : Cherise Smithsonian
- Sarah Strange : Zoe Manville
- Dominic Zamprogna : Tate
- Kyle Cassie : Damon
- Mark Humphrey (en) : Gregory Spalding
- Cindy Busby : Montana
- David Attar : Caleb Collingwood
- Gemma Levinson : Mandy
- David Milchard : le harceleur
- Ellen Ewusie : l'assistante de Zoe
- Dalias Blake : un policier
- Dena Ashbaugh : la présentatrice télé

 Source et légende : version française (VF) sur RS Doublage